# Кенвуд (Огайо)
Кенвуд (англ. Kenwood) — переписна місцевість (CDP) в США, в окрузі Гамільтон штату Огайо. Населення — 7570 осіб (2020).

## Географія
Кенвуд розташований за координатами 39°12′25″ пн. ш. 84°22′31″ зх. д. / 39.20694° пн. ш. 84.37528° зх. д. (39.206911, -84.375389).  За даними Бюро перепису населення США в 2010 році переписна місцевість мала площу 5,97 км², з яких 5,97 км² — суходіл та 0,00 км² — водойми.

## Демографія
Згідно з переписом 2010 року, у переписній місцевості мешкала 6981 особа в 3159 домогосподарствах у складі 1786 родин. Густота населення становила 1170 осіб/км².  Було 3494 помешкання (585/км²).
Расовий склад населення:
| - 84,1 % — білих - 6,9 % — чорних або афроамериканців - 6,6 % — азіатів - 0,1 % — вихідців з тихоокеанських островів - 0,1 % — корінних американців |

До двох чи більше рас належало 1,9 %. Частка іспаномовних становила 2,8 % від усіх жителів.
За віковим діапазоном населення розподілялося таким чином: 21,8 % — особи молодші 18 років, 54,0 % — особи у віці 18—64 років, 24,2 % — особи у віці 65 років та старші. Медіана віку мешканця становила 46,3 року. На 100 осіб жіночої статі у переписній місцевості припадало 84,1 чоловіків;  на 100 жінок у віці від 18 років та старших — 79,6 чоловіків також старших 18 років.
Середній дохід на одне домашнє господарство  становив 99 072 долари США (медіана — 69 969), а середній дохід на одну сім'ю — 123 422 долари (медіана — 91 042). Медіана доходів становила 72 267 доларів для чоловіків та 53 819 доларів для жінок. За межею бідності перебувало 7,8 % осіб, у тому числі 9,4 % дітей у віці до 18 років та 6,5 % осіб у віці 65 років та старших.
Цивільне працевлаштоване населення становило 3086 осіб. Основні галузі зайнятості: освіта, охорона здоров'я та соціальна допомога — 25,6 %, науковці, спеціалісти, менеджери — 17,3 %, роздрібна торгівля — 11,0 %, мистецтво, розваги та відпочинок — 10,3 %.